# 国際生化学・分子生物学連合
国際生化学・分子生物学連合(こくさいせいかがくぶんしせいぶつがくれんごう、International Union of Biochemistry and Molecular Biology; IUBMB) とは生化学と分子生物学に関する国際非政府組織であり、1955年に国際生化学連合(こくさいせいかがくれんごう、International Union of Biochemistry)として結成され　2013年現在は77の委員会が連合している。
IUBMBは3年毎の国際生化学分子生物学学会(Congress of Biochemistry and Molecular Biology)を組織し、それ以外にも多数の定期会議、シンホジウム、教育活動や講演を開催している。
同学会は生化学命名法や、酵素を含む種々の命名法を制定しており、それらのいくつかは、国際純正・応用化学連合と共同して策定している。
また同学会は学術雑誌Biochemistry and Molecular Biology Education (以前のBiochemical Education)、"BioEssays, BioFactors, Biotechnology and Applied Biochemistry, IUBMB Life, Molecular Aspects of Medicine そして'Trends in Biochemical Sciencesなどを発行している。
現在の同学会の総裁はGregory A. Petskoであり、総裁経験者にAngelo Azzi(2007-2012年)、George L. Kenyon(2006年)、Mary Osborn(2003-2006年)、Brian F. C. Clark(2000-2003年)、William J. Whelan(1997-2000年)、八木国夫(1993-1997年)、ハンス・コーンバーグ(1991-1994年)、早石修(1973-1976年)らがいる。